# Наумова Тамара Сергіївна
Тамара Сергіївна Нау́мова (нар. 3 листопада 1923, Оренбург — пом. 31 серпня 2005, Київ) — українська художниця; член Спілки радянських художників України з 1958 року.

## Біографія
Народилася 3 листопада 1923 року в місті Оренбурзі (нині Росія). 1949 року закінчила Київський художній інститут, де навчалася зокрема у Олексія Шовкуненка, Тетяни Яблонської, Володимира Костецького.
Жила у Києві в будинку на бульварі Тараса Шевченка, № 80/82, квартира № 32 та в будинку на проспекті Перемоги, № 12, квартира № 32. Померла в Києві 31 серпня 2005 року.

## Творчість
Працювала в галузі станкового живопису. У стилях соціалістичного реалізму та реалізму створювала натюрморти, пейзажі, портрети, тематичні полотна. Серед робіт:
- «Україночка» (1946);
- «Човни біля берега» (1950-ті);
- «На будівництво» (1954);
- «Дівчина» (1955);
- «У лузі» (1956);
- «Поле» (1956);
- «Ранок» (1957);
- «Народні таланти» (1960);
- «Лелека» (1963);
- «Ленін живий!» (1964);
- «Приїзд Михайла Щепкіна до Тараса Шевченка в Нижній Новгород» (1964);
- «Ранній ранок» (1968);
- «Вечір у Седневі» (1968);
- «Сотня юних бійців...» (1968);
- «Ранньою весною» (1969);
- «Земля» (1969);
- «Хлібороби» (1970);
- «Далі» (1970-ті);
- «Вечірня пора» (1970-ті);
- «Травневий сад» (1970-ті);
- «У роки війни» (1971);
- «Зв'язківка» (1978);
- «Автопортрет» (1981);
- «Діти загиблих у нових сім'ях. Самарканд. 1942 рік» (1981);
- «Травневий день» (1985);
- «Троянди» (1990-ті).

Брала участь у республіканських виставках з 1954 року. 